# Resiliencia (ecología)

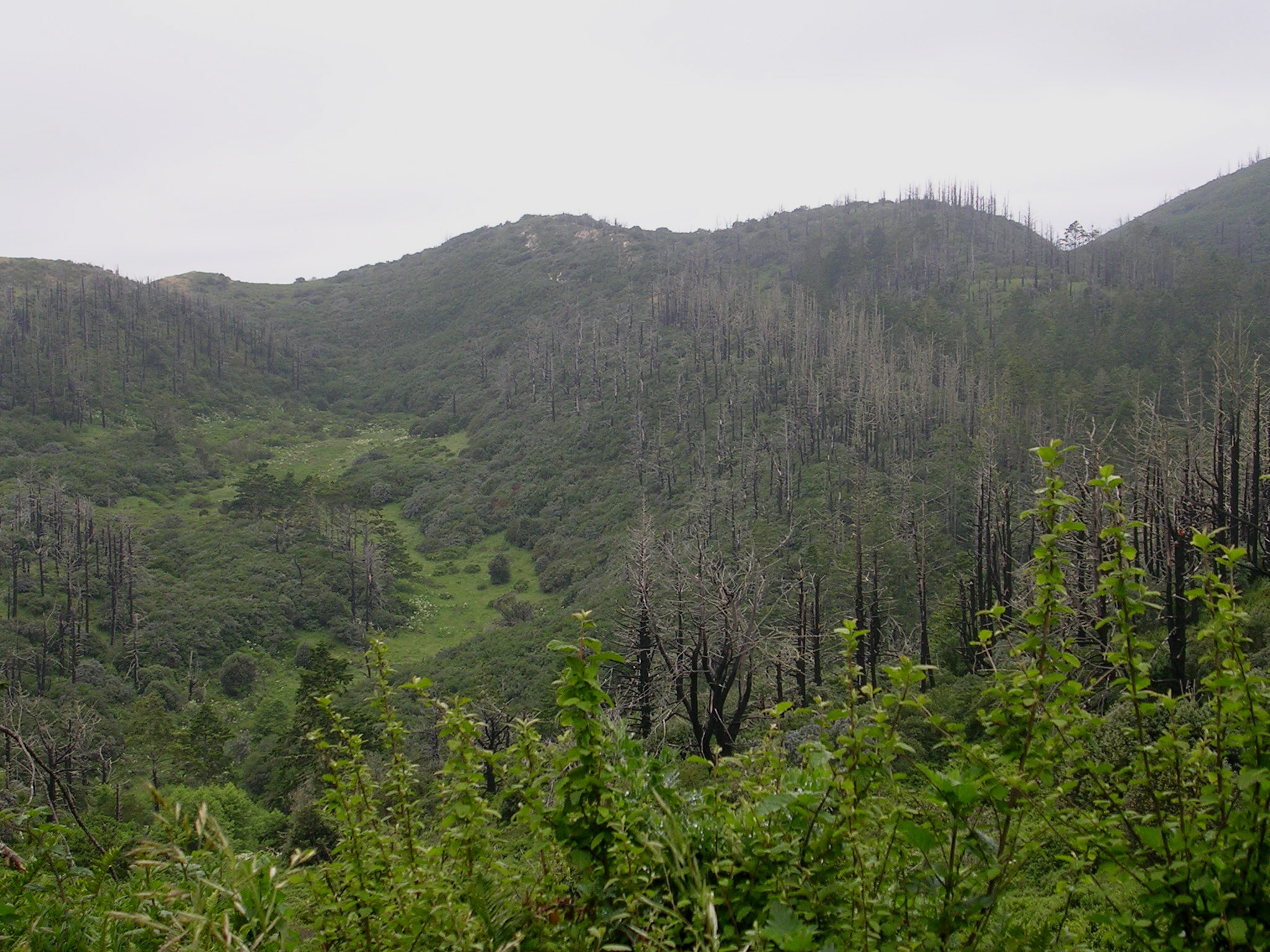
Después de un incendio, el ecosistema forestal tiene una cierta capacidad de "cicatrizarse" para recuperarse. Esta resiliencia ecológica varía con el contexto biogeográfico e histórico.

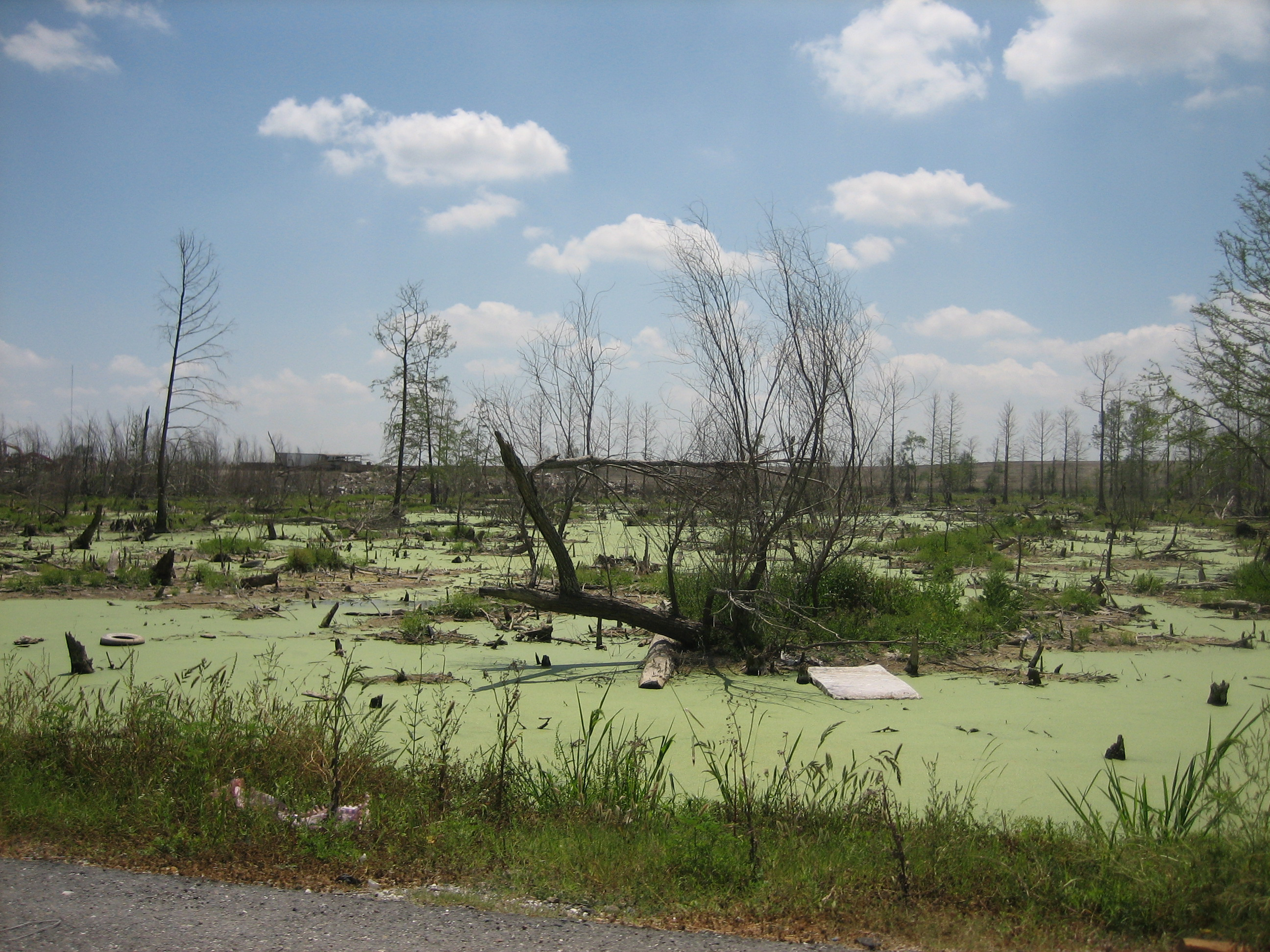
El oeste de Nueva Orleans, seis meses después del paso del huracán Katrina.

Resiliencia es el término empleado en ecología de comunidades y ecosistemas para señalar la capacidad de estos de absorber perturbaciones, manteniendo sus características de estructura, dinámica y funcionalidad prácticamente intactas; pudiendo retornar a la situación previa a la perturbación tras el cese de la misma. Por regla empírica general, se ha observado que las comunidades o los ecosistemas más complejos —que poseen mayor número de interacciones entre sus partes—, suelen poseer resiliencias mayores, ya que existe una mayor cantidad de mecanismos autoreguladores.
La capacidad de resiliencia de un ecosistema está directamente relacionada con la riqueza de especies y el traslado de los servicios del ecosistema. Es decir, que un sistema en el cual sus integrantes tengan más diversidad y número de funciones ecológicas, será capaz de recuperarse de mejor manera ante perturbación específica.
La resiliencia se define como la capacidad de un sistema para regresar a las condiciones anteriores a la perturbación. Para calcularla en un intervalo de tiempo determinado se realiza el cociente entre las medidas antes y después de la perturbación de cualquier variable descriptiva del ecosistema.

## Resiliencia en el diseño de paisajes
Se entiende el diseño del paisaje como el diseño intencionado de edificaciones, paisajes, comunidades y regiones, siendo consciente de las vulnerabilidades que presentan. Para el Instituto del Diseño Resiliente, tener en cuenta la resiliencia en los diseños implica enfocarse en lo práctico, en las soluciones aterrizadas (que llevan tiempo funcionando bien sobre el terreno). Para el diseño de paisaje es común aplicar el análisis de los elementos que conforman el sistema al que llamamos paisaje cultural tomando en cuenta las variables tanto ambientales como sociales-culturales que los modifican, ya que entendemos al paisaje como algo dinámico. 
Si bien la cultura es la que moldea al planeta transformando las fronteras es entonces el territorio el medio por el cual estas culturas humanas se consolidan, según Carl O. Sauer.
Desde los años 1970 el arquitecto paisajista escocés, Ian L. McHarg replanteó el diseño y planeamiento del paisaje con la recuperación del genius loci ligado directamente con la valoración de los elementos sujetos a un cambio, a la temporalidad. 
Para el Instituto del Diseño Resiliente, estos elementos se miden en principios que fungen como la directriz que el diseñador sigue para lograr identificar, conocer y aplicare este tipo de diseño en sus métodos para llevar a cabo algo que brinde un beneficio ambiental y social.

## Pérdida de la resiliencia
Un sistema que posee resiliencia es aquel que, cuando se ve sujeto a una alteración, sigue existiendo y funcionando esencialmente de la misma manera. El funcionamiento de los ecosistemas es lo que permite la prestación de muchos de los servicios que el medio ambiente le brinda a la economía. Los factores que fomentan a la resiliencia de un ecosistema dan paso a una sostenibilidad. Un ecosistema puede ser resistente respecto a un tipo de alteración pero no a otro. Sin embargo, destacamos que parece haber un consenso respecto a que las reducciones de la biodiversidad —perdida de poblaciones— en un ecosistema se deben considerar amenazas a la resiliencia.
De lo que se desprende que la pérdida de biodiversidad debe ser considerada una amenaza a la sostenibilidad. Tanto la extracción de recursos como la acumulación de residuos participan en la pérdida de biodiversidad. Es decir, estos dos aspectos constituyen una amenaza para la sostenibilidad en cuanto a las consecuencias que acarrean para la resiliencia de los ecosistemas.
La pérdida de resiliencia ecológica está en debate ya que el planeta Tierra ha sufrido todo tipo de desastres y cataclismos de los cuales se ha recuperado gradualmente. También es menester destacar el fenómeno de la savanización del Amazonas tras los incendios y la desforestación, así como la recuperación de la capa de ozono en la Antártida, hechos que, para muchos miembros de la comunidad científica, ponen en duda que se haya rebasado el punto de no retorno.
La resiliencia es una medida de la magnitud de los disturbios que puede absorber un sistema para pasar de un equilibrio a otro. De otra forma se argumenta que las actividades económicas son sostenibles solamente si los ecosistemas que soportan la vida, y de los cuales son dependientes estas actividades, tienen un adecuado nivel de resiliencia.

## Resiliencia Educativa
La escuela es un órgano privilegiado para la construcción de resiliencia ya que en ella se desarrollan no solo procesos de aprendizaje sino procesos más complejos de socialización y desarrollo subjetivo. Para generar sujetos capaces de desenvolverse en su mundo con respuestas saludables, es necesario construir resiliencia. Y en esta construcción, los docentes son agentes privilegiados que pueden oficiar como tutores y guías de la resiliencia de sus alumnos.
La resiliencia es una novedosa perspectiva sobre el desarrollo humano, contraria al determinismo genético y al determinismo social, que explica esa cualidad humana universal que está en todo tipo de personas y en todas las situaciones difíciles y contextos desfavorecidos que permite hacer frente a las adversidades y salir fortalecido de las experiencias negativas (Vanistaendel, 2002).
Lógicamente y como no podía ser de otro modo, los principales escenarios en los cuales se desarrolla la resiliencia coinciden con las instituciones principales de socialización: familia y escuela. En ambos escenarios, los dos de interés para el área de intervención psicopedagógica, se encuentran algunos de los factores de protección y conveniente desarrollo de la capacidad de resiliencia (Theis, 2003; Cyrulnick, 2002). El niño, ante situaciones traumáticas, además de sus propios recursos (C.I. elevado, capacidad de planificación competencias relacionales, alta autoestima…) que pueden y deben potenciarse en los ámbitos familiar y escolar, debería disponer de otros “mecanismos protectores” (Theis, 2003: 55) que favorecerán su capacidad de resiliencia:
• una buena relación con al menos uno de los padres o miembros de la familia más próxima
• apoyo social fuera de la familia, proporcionado por un vecino o un profesor.

### Educación sobre el cambio climático
La educación sobre el cambio climático (ECC) es una disciplina educativa enfocada en desarrollar respuestas efectivas al cambio climático. Su objetivo es que los estudiantes comprendan las causas y consecuencias de este fenómeno, preparándolos para enfrentar sus impactos y capacitándolos para adoptar estilos de vida más sostenibles. Además de promover la alfabetización climática, la ECC impulsa un cambio de mentalidad hacia la mitigación del cambio climático.
El cambio climático y la educación sobre este tema son desafíos globales que pueden integrarse en los currículos escolares, ofreciendo un aprendizaje contextualizado que fomente una comprensión profunda de las diversas estrategias para abordar este fenómeno.

## Ciudadanía verde
La ciudadanía verde es un enfoque que busca empoderar a los individuos, especialmente a niños y jóvenes, para que adquieran los conocimientos, valores y habilidades necesarias para actuar a favor del medioambiente. Este enfoque permite a los estudiantes convertirse en agentes de cambio ante los desafíos globales del cambio climático y la pérdida de biodiversidad.
La educación tiene un rol central en tres áreas clave para avanzar hacia una economía descarbonizada y resiliente al cambio climático. En primer lugar, debe proporcionar a los estudiantes el conocimiento científico necesario para comprender la crisis climática y la biodiversidad. En segundo lugar, las escuelas deben garantizar la continuidad del aprendizaje incluso durante eventos climáticos extremos. Finalmente, las instituciones educativas deben adoptar prácticas sostenibles en su infraestructura para reducir las emisiones de gases de efecto invernadero (GEI).
El desarrollo de una ciudadanía verde implica el fortalecimiento de tres dimensiones fundamentales en los estudiantes:
1. Conocimiento: Los jóvenes deben recibir formación basada en evidencias científicas sobre temas clave como la biodiversidad, el cambio climático y sus impactos. Este conocimiento es esencial para que puedan tomar decisiones fundamentadas y evaluar las diferentes opciones de mitigación y adaptación ante el cambio climático.
2. Valores: Es crucial que los estudiantes desarrollen un sentido de responsabilidad hacia el medioambiente. La educación debe fomentar valores como el respeto por la naturaleza, la solidaridad y el sentido de justicia, permitiendo que los jóvenes comprendan cómo sus acciones locales pueden tener un impacto global.
3. Capacidad de acción: Los estudiantes deben adquirir habilidades transversales como la resolución de problemas, el pensamiento crítico, la colaboración y el liderazgo. Estas competencias les permitirán no solo enfrentar los retos climáticos actuales, sino también participar activamente en la búsqueda de soluciones sostenibles, tanto a nivel individual como colectivo.

La ciudadanía verde también está vinculada al desarrollo de habilidades técnicas que preparan a los jóvenes para los trabajos verdes. La transición hacia una economía sostenible requiere que los sistemas educativos, en particular los de educación técnica y superior, se coordinen con las estrategias nacionales de descarbonización para garantizar que los estudiantes estén preparados para aprovechar las oportunidades laborales emergentes.